# Basílica Notre-Dame de Montreal
Notre-Dame de Montreal, situada en el distrito de Ville-Marie en la ciudad de Montreal, es la iglesia-madre de Montreal. Auténtica galería de arte religioso, la riqueza de sus adornos no tiene equivalente en Montreal. Pertenece a la arquidiócesis de Montreal.

## Historia de la parroquia
Notre-Dame de Montreal es uno de los más preciados patrimonios religiosos de Quebec. Bajo la gloria de los sulpicianos los entonces  Señores de la Isla de Montreal, la iglesia conoció numerosas etapas de construcción.

### La primera iglesia parroquial de Ville-Marie

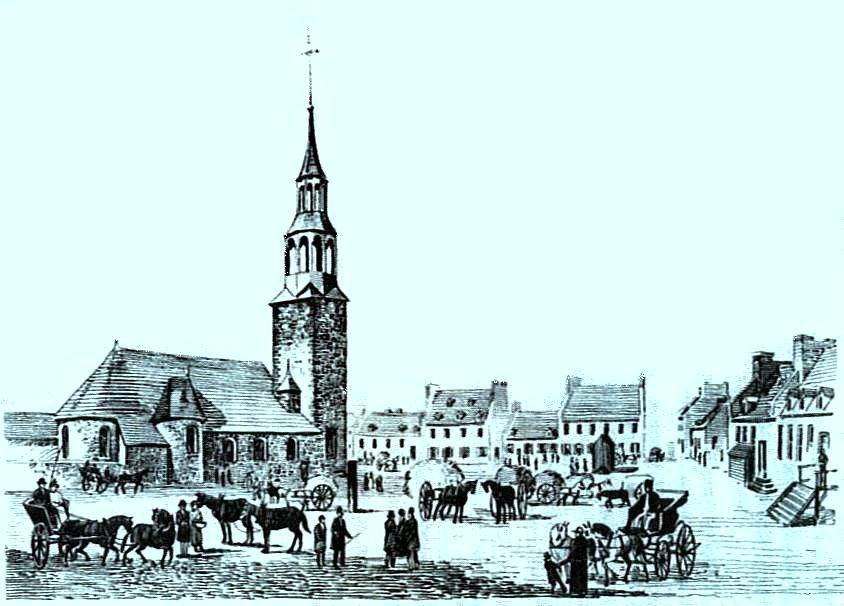
La primera iglesia parroquial de Ville-Marie.

El Superior de los sulpicianos de la época, François Dollier Casson, es encargado de hacer el plano de la primera iglesia parroquial. Estuvo situada en el eje de la Rue Notre Dame. Su construcción se inició en 1672, y es ampliada por primera vez en 1708.

### La actual basílica
En el sur de esta primera iglesia, se construye con medios nuevos una basílica de piedra de talla. Debemos su concepción al arquitecto James O'Donnell, de Nueva York. Es de estilo neogótico. Su construcción se inicia en 1824 y la terminación se hará en 1829, fecha de la inauguración oficial.
El año siguiente, es destruida la primera iglesia; lo que generará el espacio de la Plaza de armas de Montreal que conocemos hoy con su Monumento Maisonneuve, rodeada de edificios elevados.
Los 2 campanarios, dibujados por el arquitecto Juan Ostell, serán añadidos entre 1841 y 1843.
Fue durante mucho tiempo fue el templo más vasto en América del Norte, de todas las creencias.
En 1910, acoge el congreso eucarístico de Montreal. En el momento de su viaje en Montreal en 1982, el papa Juan Pablo II ascenderá la iglesia al rango de basílica menor.

### Hoy
La basílica recibe cada año cientos de miles de visitantes, atraídos por su esplendor neogótico, así como sus tesoros históricos: tallas de madera, pinturas, vidrieras, esculturas, una colección notable de arte sacro del siglo XVII al siglo XX.
Se celebran numerosos matrimonios.
En la capilla de Sagrado Corazón, reconstruida en 1980 después de un incendio, hay un retablo de bronce de Charles Daudelin.
Se puede acceder a la basílica en visitas de 20 de minutos, o conferencias de 2 horas. Podemos entonces admirar el interior, la finura de los detalles.
La basílica de Notre Dame ha sido reconocida como un lugar histórico nacional de Canadá en 1989.

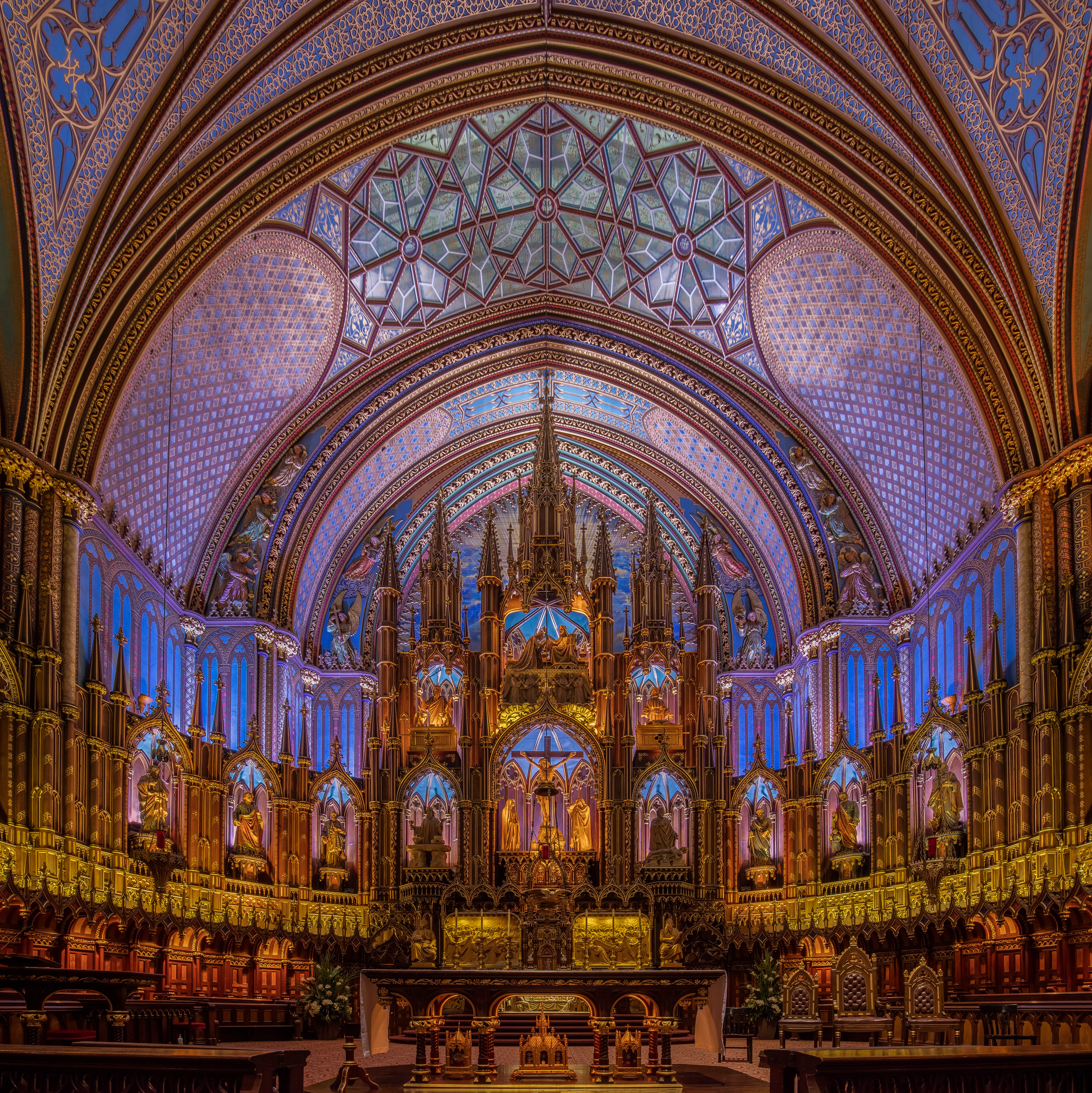
Altar de la basílica.

## La unidad pastoral
- El Sr. Robert Gagné, p.s.s. es el moderador del equipo pastoral de la parroquia.
- El Sr. Miguel Castellanos, p.s.s. es miembro del equipo pastoral de la parroquia.
- El Sr. Marcelo Demers, p.s.s. es miembro del equipo pastoral de la parroquia.
- El Sr. Réal Lévêque, p.s.s. es miembro del equipo pastoral de la parroquia.
- LaHermana Mónica Tremblay c.n.d. es miembro del equipo pastoral de la parroquia
- El Sr. Daniel Paradis, laico, es miembro del equipo pastoral

## La vida parroquial
- La Eucaristía dominical se celebra los sábados a las 17:00 y los domingos a las 08:00, 09:30, 11:00 y 17:00.
- La Eucaristía es también celebrada de lunes a viernes en la capilla del Saint-Sacrement a las 07:30 y en la capilla Notre-Dame de Sacré-Cœur a 12:15.

## Acontecimientos "históricos"

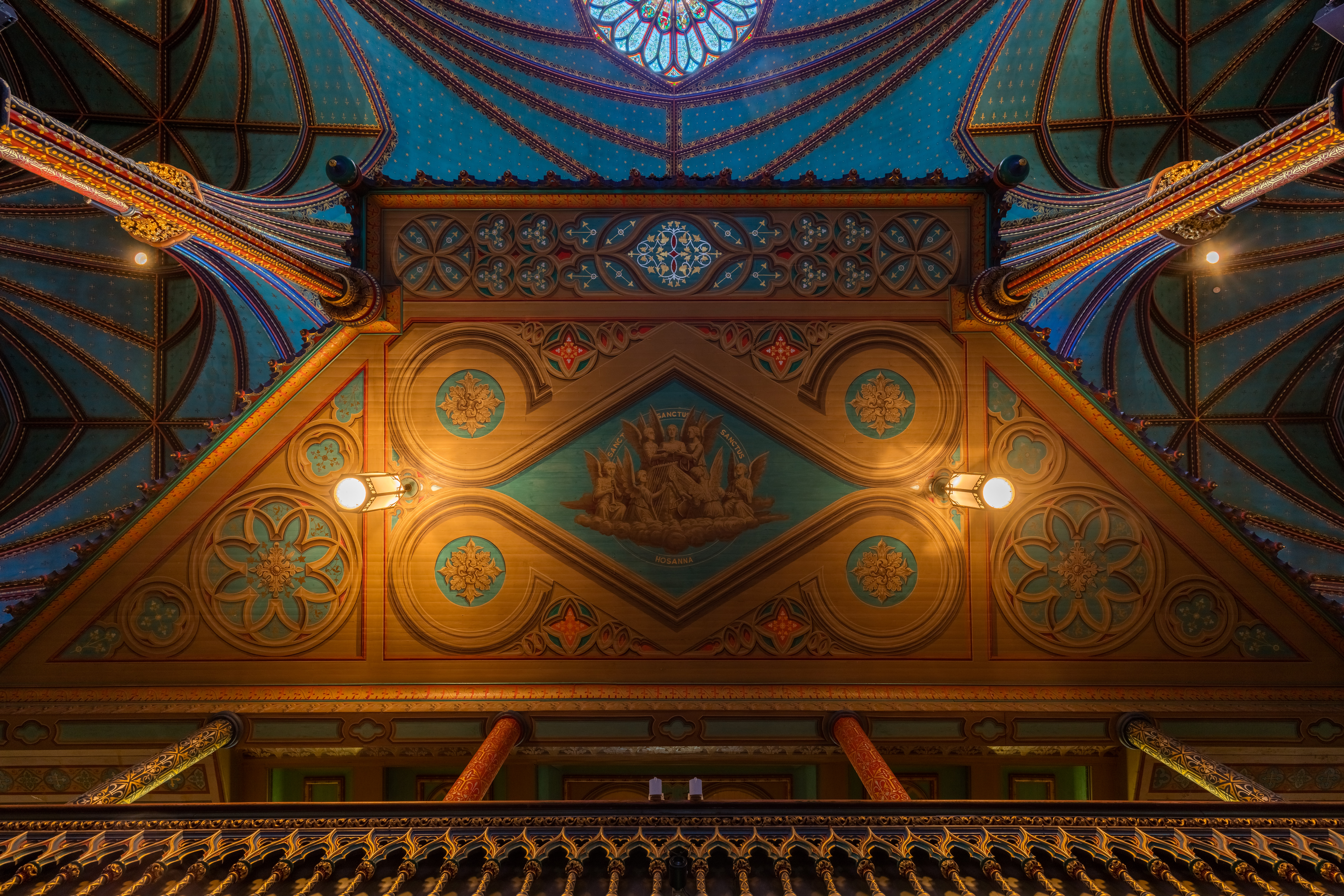
Detalle de la techumbre sobre la entrada al templo.

- Funerales de sir George-Étienne Cartier (1873)
- Sede del Congreso eucarístico internacional de Montreal (1910)
- Visita del papa Juan Pablo II el 11 de septiembre (1984).
- Boda de Céline Dion y René Angélil 17 de diciembre de 1994.
- Funerales de Maurice Richard el 31 de mayo de 2000
- Funerales de Pierre Elliott Trudeau 3 de octubre de 2000
- La orquesta sinfónica de Montreal con Bruno Pelletier para celebrar la Navidad 2002 luego 2003 y 2004 con los niños cantores de Charlesbourg.
- Funerales de Claude Ryan 13 de febrero de 2004
- Funeral de Rene Angélil en enero de 2016. Quien fuera légitimo esposo de la gloriosa cantante Celine Dion

## Galería de imágenes

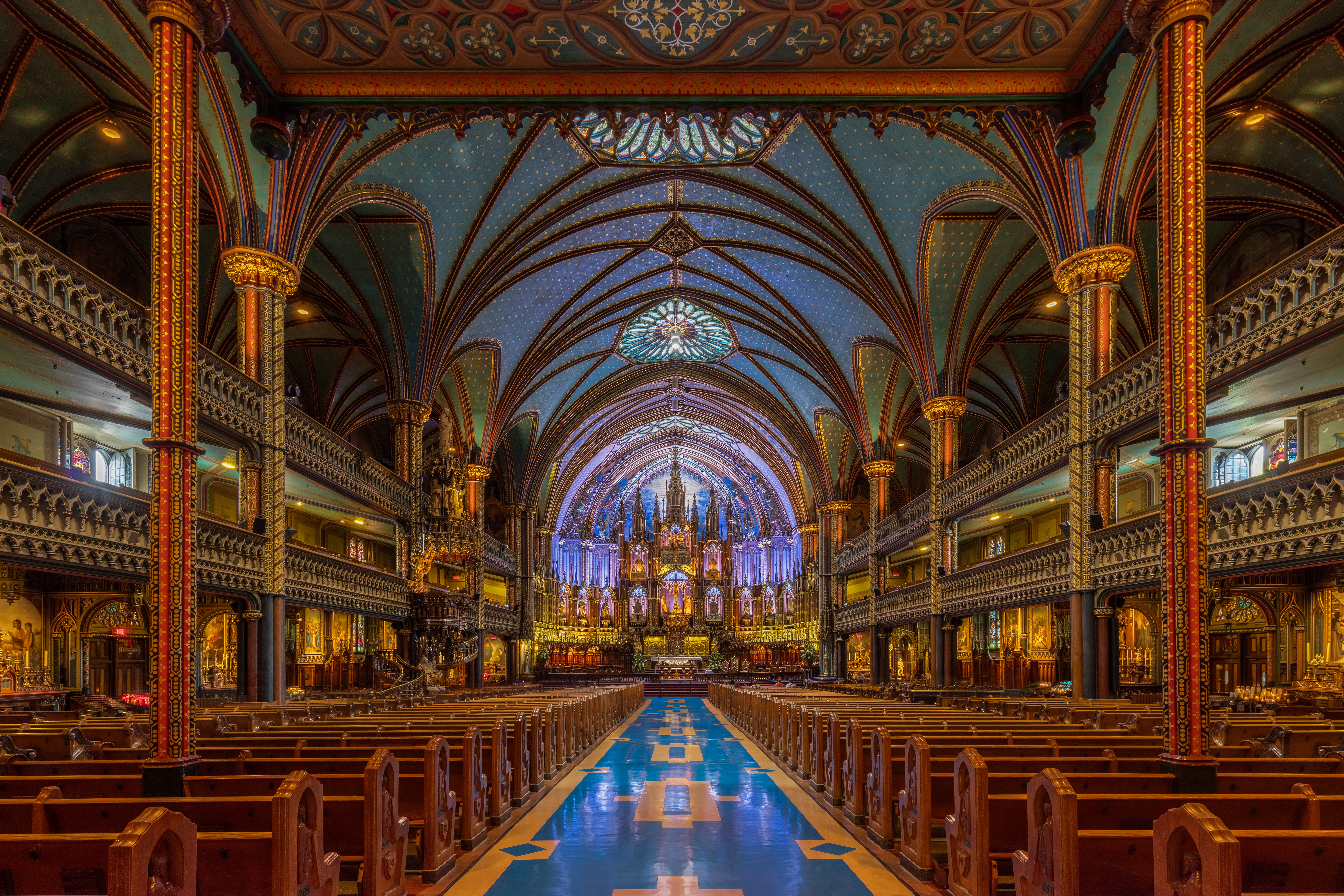
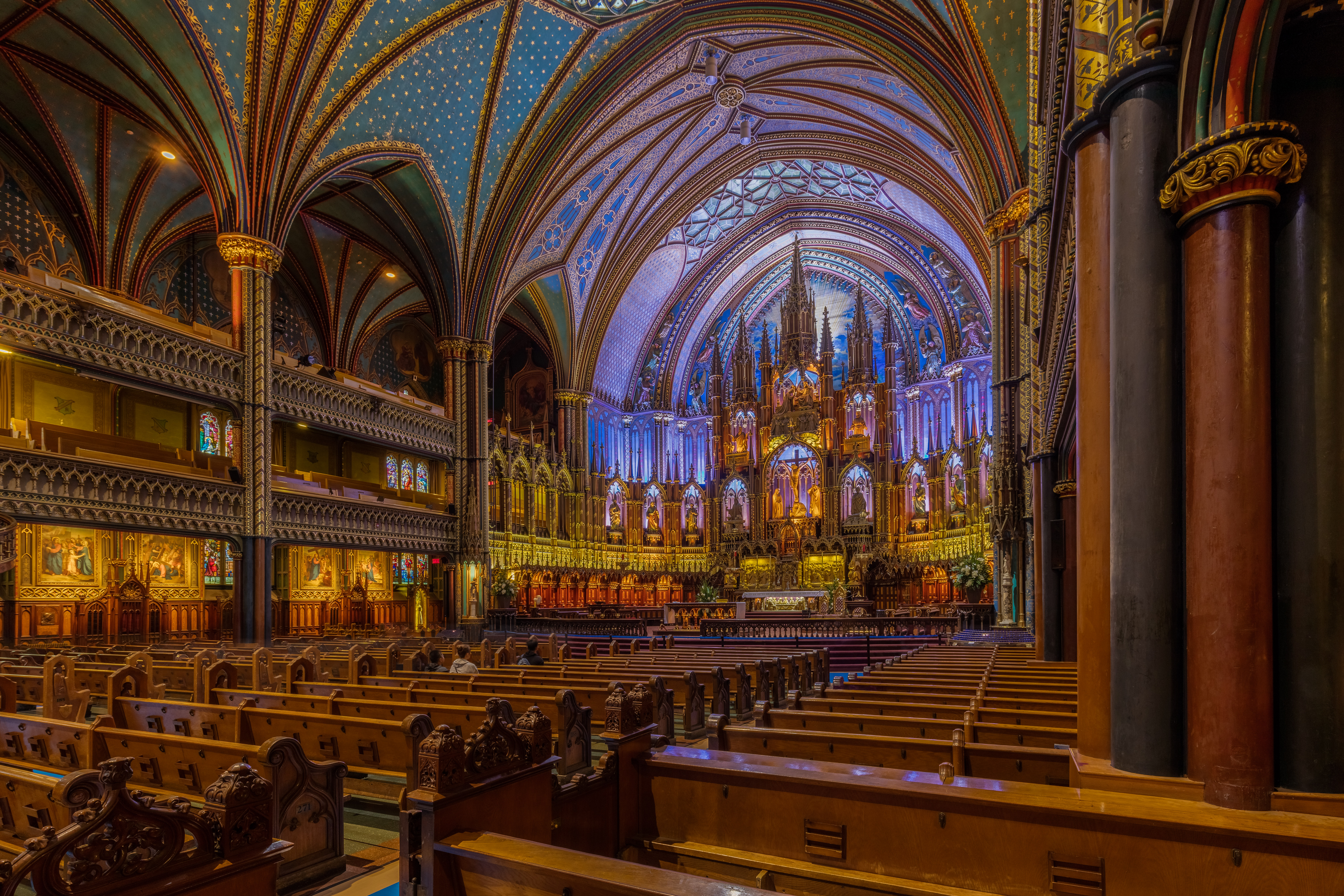
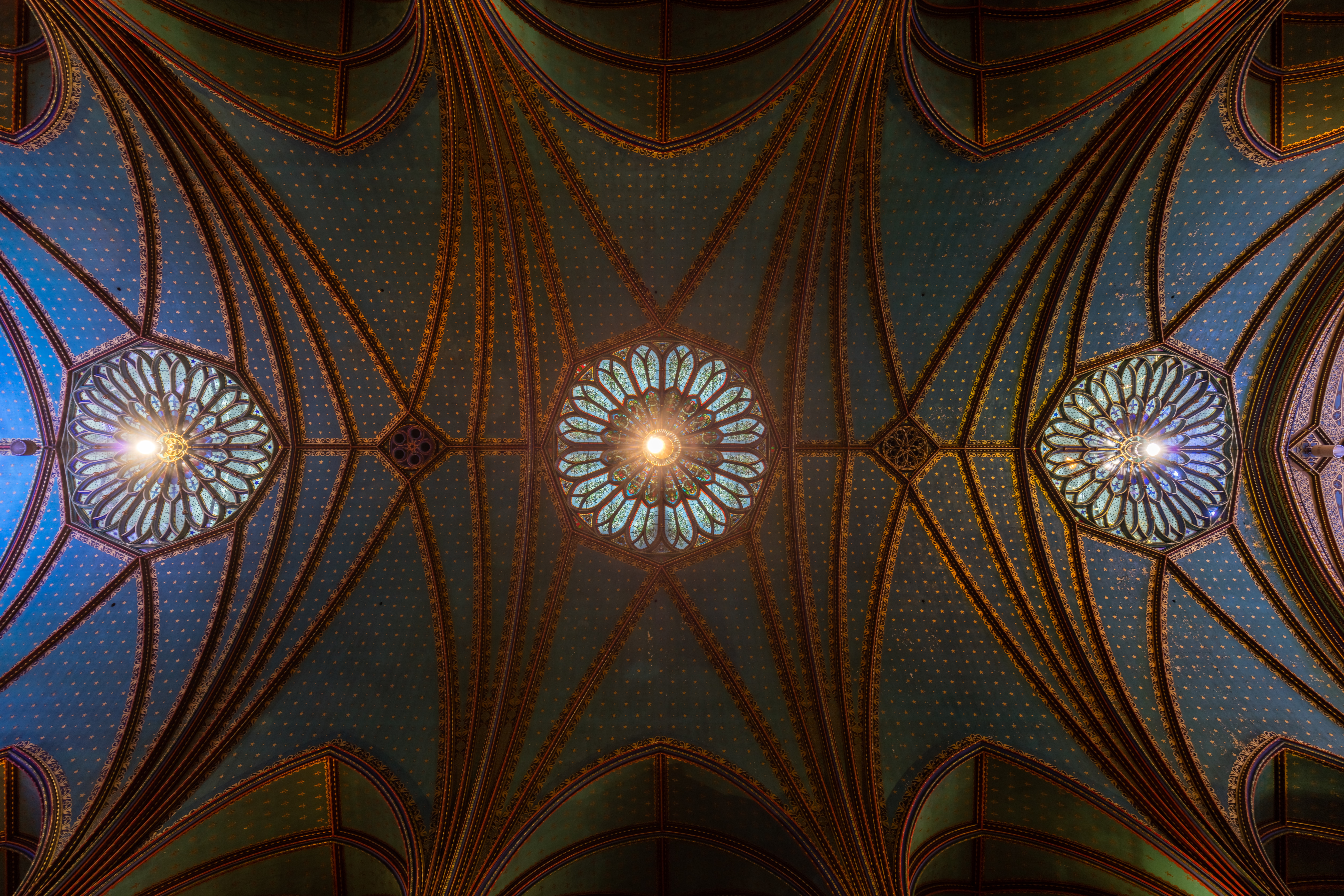
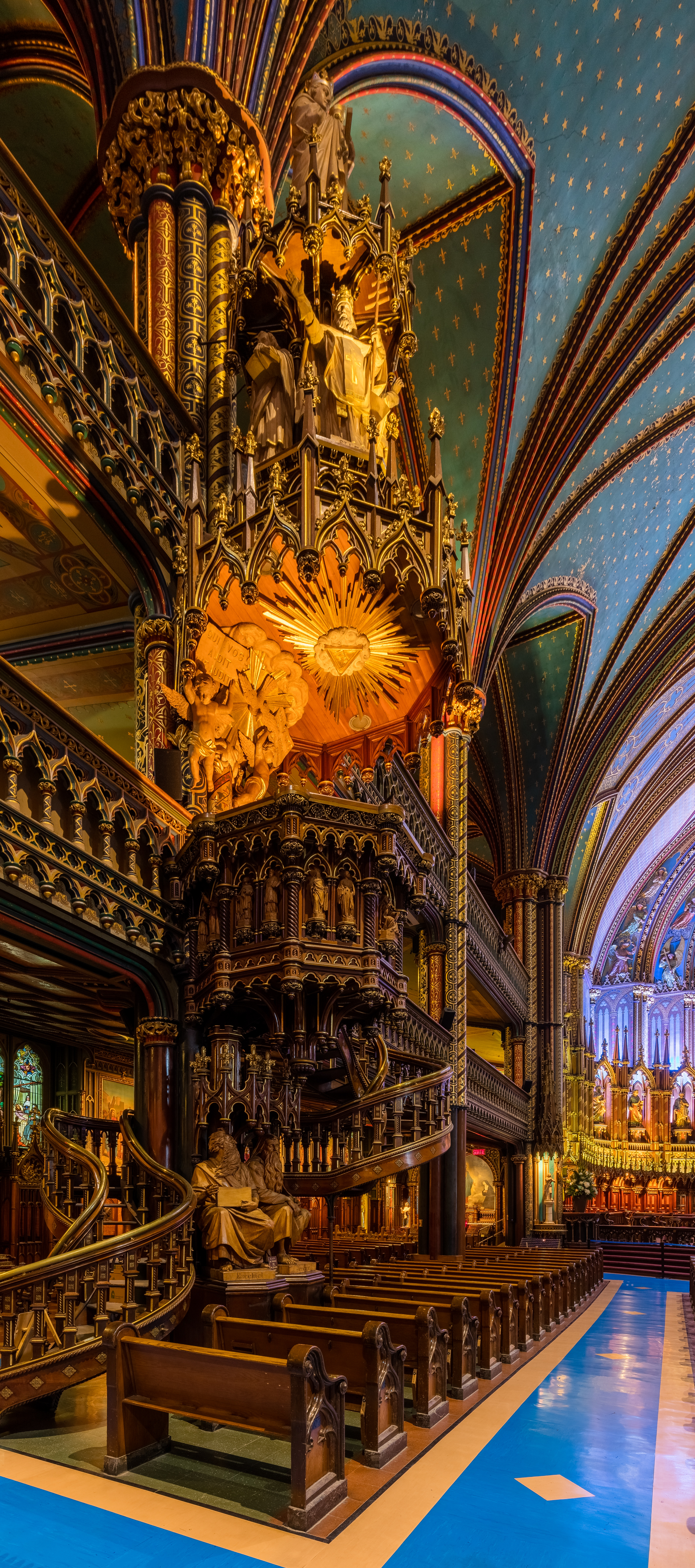
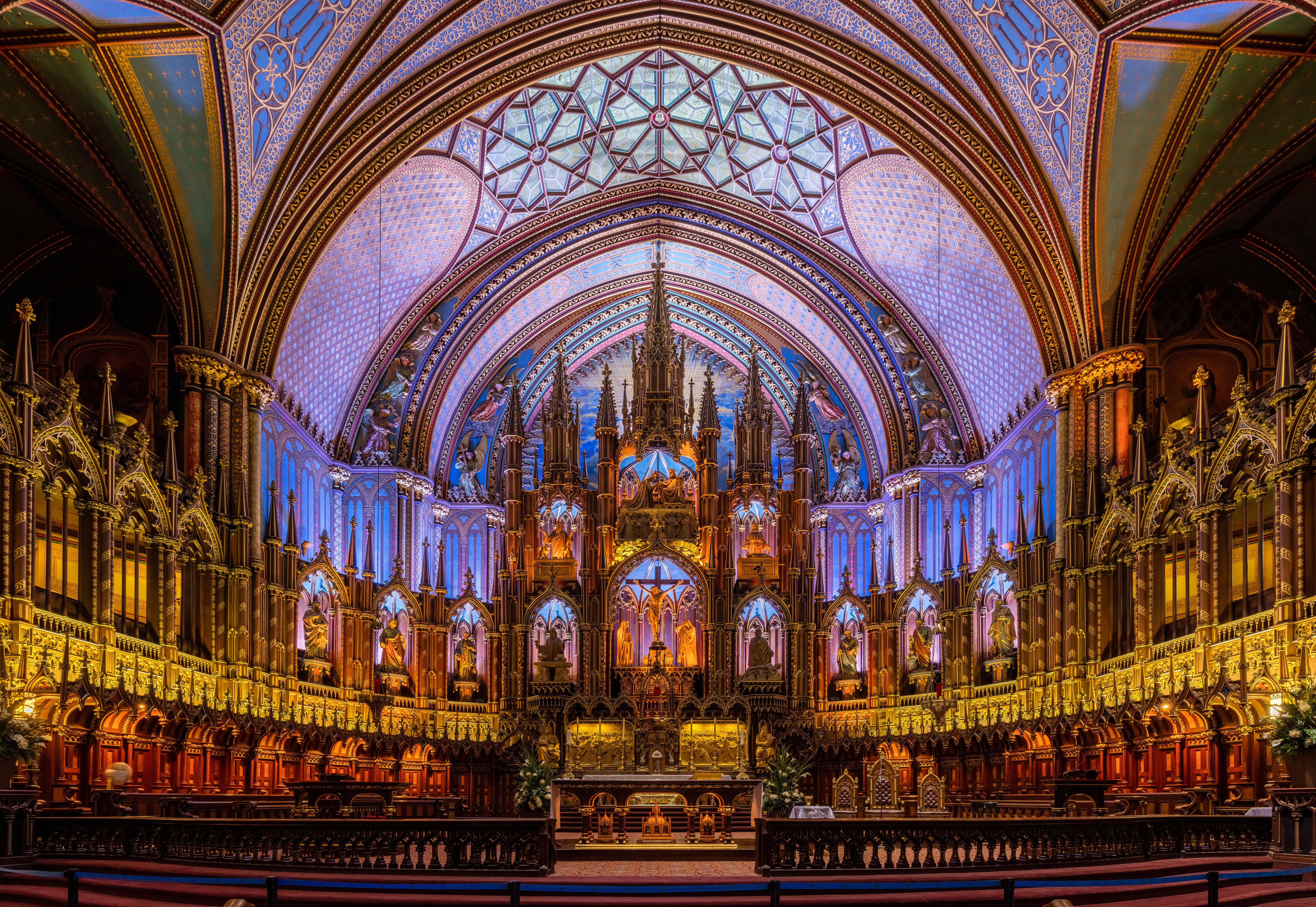
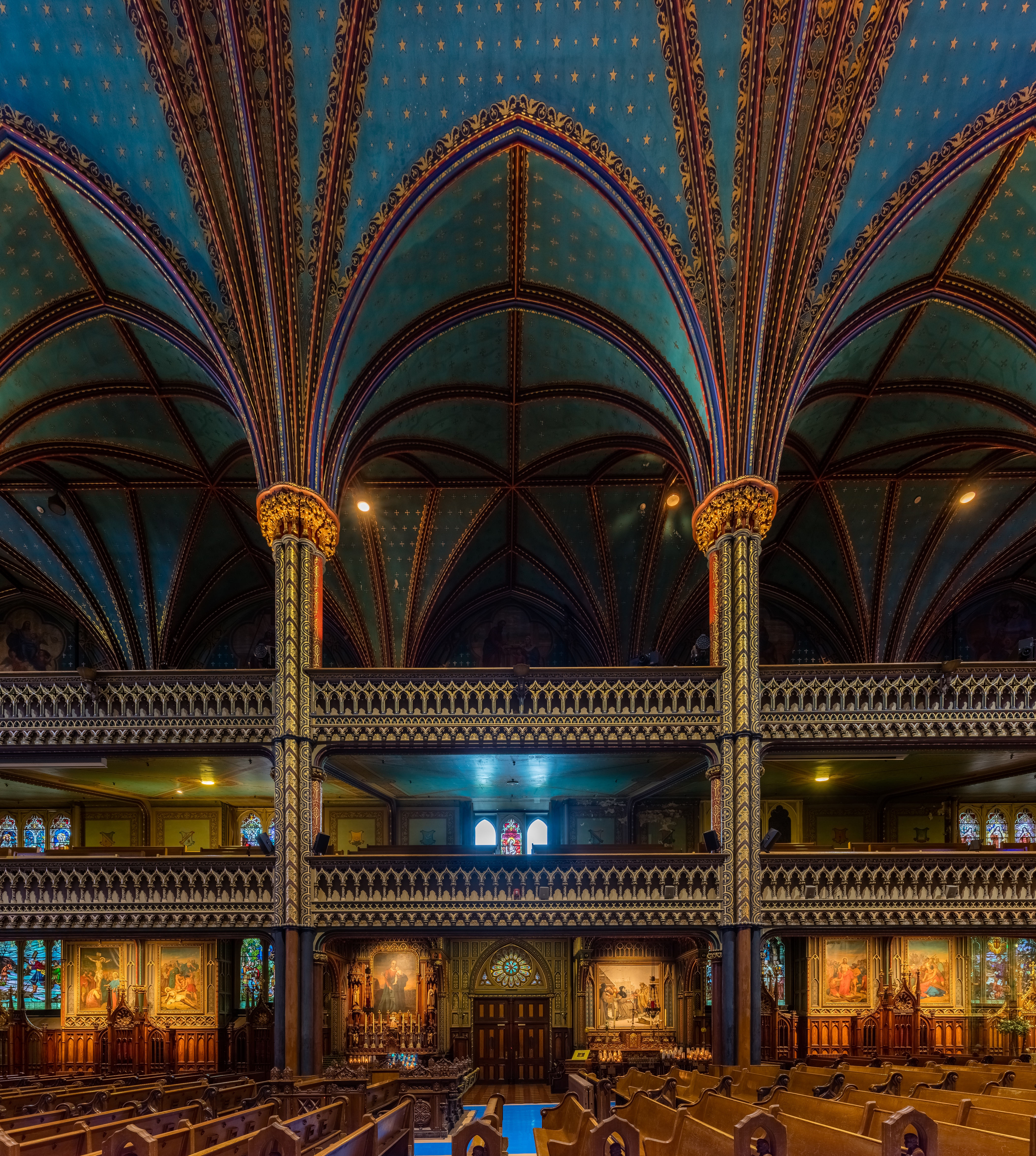